# Капор, Момо
Мо́мчило Ка́пор (серб. Момчило Капор); (8 апреля 1937, Сараево — 3 марта 2010, Белград), более известный как Мо́мо Капор, — сербский писатель и художник.

## Биография и творчество
Родился в Сараево 8 апреля 1937 года, ребёнком переехал в Белград. В 1961 году окончил белградскую Художественную академию и профессионально занимался живописью, однако славу ему принесли прежде всего литературные успехи.
Капор — автор большого числа произведений: романов, коротких рассказов, путевых заметок, а также эссе и художественных монографий. Работал над документальными фильмами и телепередачами, по его сценариям снято несколько полнометражных фильмов. Экранизированы его произведения «Уна» («Уна») и «Књига жалби» («Книга жалоб»).
Вёл колонки в журнале «НИН» и журнале авиакомпании «JAT Airways». На основе материалов последнего была опубликована книга «A Guide to the Serbian Mentality» («Путеводитель по сербскому менталитету»), представляющая собой сборник шутливых очерков о Сербии, её культуре и жителях.
Книги Момо Капора годами остаются в списках бестселлеров. Он является одним из самых читаемых авторов, как современности, так и всех времён, у себя на родине. Его произведения переведены на французский, немецкий, польский, русский, украинский, чешский, венгерский, шведский, болгарский и словенский языки. В 1993 году Капор получил награду «Библос», ежегодно вручаемую национальной библиотекой «Влада Аксентиевич», за книгу «011». В 2007 году был удостоен награды Сербского литературного товарищества за труды на литературном поприще.
Капор известен своим мастерством владения краткими формами, а критики считают его одним из родоначальников так называемой «джинс-прозы». В центре внимания писателя чаще всего оказывается повседневная жизнь и обычные, если не заурядные, люди и их заурядные жизни со свойственными им маленькими радостями и горестями. Момо Капор известен своим непревзойдённым умением воссоздавать атмосферу описываемых мест. Этот автор, называющий себя белградским писателем, как никто другой, сумел передать на страницах своих рассказов и очерков неповторимый дух сербской столицы (книга «Магия Белграда»(«Magija Beograda»)).
В девяностые годы, во время войн в бывшей Югославии, Капор выступил хроникером многих важных событий этого периода. Написанные им рассказы о гражданских войнах составили сборник «Смерть — это не больно» (серб. «Смрт не боли»). Во время экономических санкций против Югославии Капор вёл хронику «блокады» в ежедневной газете «Политика». Его статьи, снискавшие огромную популярность, позже были опубликованы в виде единой книги под названием «Блокада Белграда» (серб. «Блокада Београда»). Капором были выполнены иллюстрации к большинству собственных, а также к некоторым чужим книгам. Его картины выставлялись в галереях в Нью-Йорке, Бостоне, Женеве и Брюсселе.
Момо Капор скончался 3 марта 2010 года в военно-медицинской академии Белграда.

## Опубликованные книги
- Ада/Ada
- Англос/Anglos

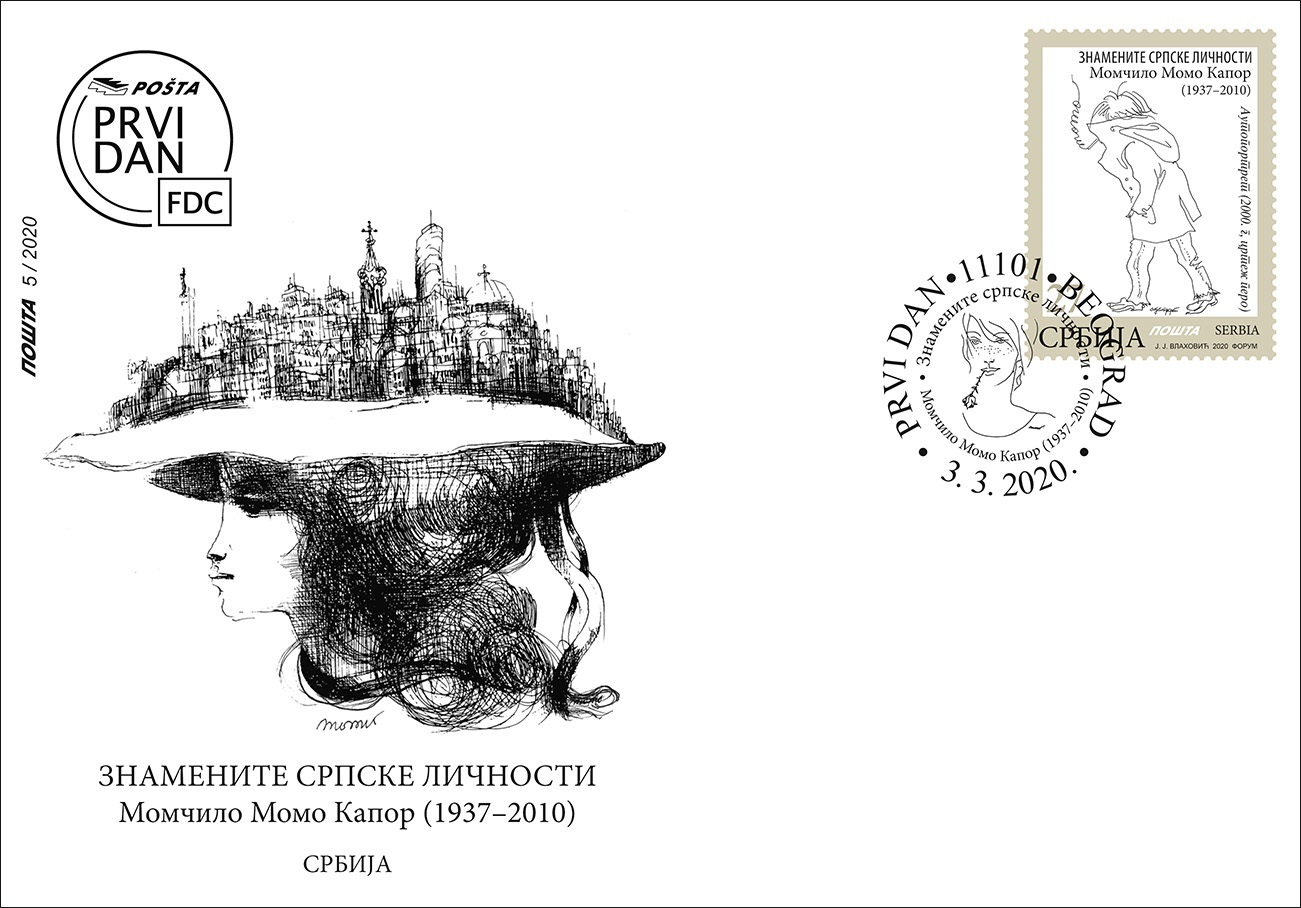
Момчило Момо Капор. Серия «Знаменитые сербские личности». Почтовый конверт Сербии, 2020

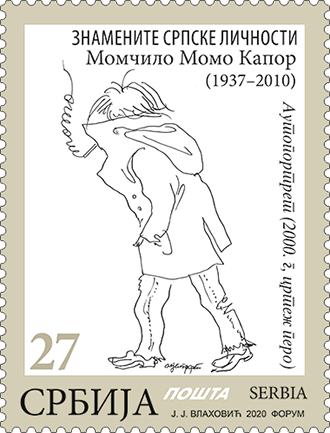
Момчило Момо Капор. Автопортрет (2000). Почтовая марка Сербии, 2020

- Белешке једне Ане/Beleške jedne Ane
- Блокада Београда/Blokada Beograda
- Блокада 011/Blokada 011
- Досије Шломовић/Dosije Šlomović
- Елдорадо/Eldorado
- Зелена чоја Монтенегра/Zelena čoja Montenegra (рус. «Зеленое сукно Монтенегро»)
- Зое/Zoe
- Ивана/Ivana
- И друге приче/I druge priče
- Књига жалби/Knjiga žalbi (рус. «Книга жалоб»)
- Конте/Konte
- Лањски снегови/Lanjski snegovi
- Легенда о Табору/Legenda o Taboru
- Леп дан за умирање/Lep dan za umiranje (рус. «Подходящий день для смерти»)
- Леро — краљ лептира/Lero — kralj leptira
- Љубавне приче/Ljubavne priče
- Магија Београда/Magija Beograda
- Најбоље године и друге приче/Najbolje godine i druge priče
- Од седам до три/Od sedam do tri
- Она и off приче/Ona i off priče
- Последњи лет за Сарајево/Poslednji let za Sarajevo (рус. «Последний рейс на Сараево»)
- Провинцијалац/Provincijalac
- Путопис кроз биографију/Putopis kroz biografiju
- Самац/Samac
- Сања/Sanja
- Сентиментално васпитање/Sentimentalno vaspitanje
- Скитам и причам/Skitam i pričam
- Смрт не боли/Smrt ne boli (рус. «Смерть — это не больно»)
- Уна/Una
- Успомене једног цртача/Uspomene jednog crtača
- Фолиранти/Foliranti
- Хало, Београд/Halo, Beograd
- Хеј, нисам ти то причала/Hej, nisam ti to pričala
- Хроника изгубљеног града/Hronika izgubljenog grada (рус. «Хроника потерянного города»)
- Чувар адресе/Čuvar adrese (рус. «Хранитель адреса»)
- 101 прича/101 priča
- 111 прича/111 priča
- 011-Исток-Запад/011-Istok-Zapad
- 100 недеља блокаде/100 nedelja blokade
- A Guide to the Serbian Mentality

## Опубликованные переводы на русский язык
- «[publ.lib.ru/ARCHIVES/K/KAPOR_Momo/_Kapor_M..html Книга жалоб. Часть 1]», журнал «Иностранная литература» 1991, № 7, пер. И. Юферева
- «Подходящий день для смерти», журнал «Нева», № 5, 2002, пер. В. Соколова
- «Зеленое сукно Монтенегро. Повесть о Зуко Джумхуре и Осман-паше Сархоше», журнал «Иностранная литература» 2007, № 9, пер. В. Соколова
- «Смерть — это не больно» (5 рассказов из цикла), альманах «Искусство войны», 2007, № 4(5), пер. М. Патрашко
- «Хроника потерянного города. Сараевская трилогия», издательство «Скифия», Санкт-Петербург, 2008, пер. В. Соколова
- «Ребячливый ребенок», рассказ, сайт Балканы.да, 2009, пер. А. Ростокиной
- «Смерть? Это не больно!», издательство «Скифия», Санкт-Петербург, 2010, пер. В. Соколова (3 часть книжной трилогии «Три слова о войне»)
- «Радиосвязь», рассказ, сайт Сеница.ру, 2010, пер. А.Козлова и Э.Сагинтаева
- «Кофе, чай или сок», рассказ, сайт Сеница.ру, 2010, пер. А.Козлова и Э.Сагинтаева
- «Бре», рассказ, сайт Балканы.да, 2010, пер. Е. Смирновой